# Rühen
Rühen er en kommune i Landkreis Gifhorn i den tyske delstat Niedersachsen. Den ligger mod syd i amtet (Samtgemeinde) Brome.

## Geografi
Kommunen Rühen er inddelt i følgende: 
- Rühen (3182 indb.)
- Brechtorf (1165 indb.)
- Eischott (720 indb.)[2]

Rühen ligger i det historiske landskab Vorsfelder Werders, på en på en istids gestryg. Kommunen ligger ved vestranden af moseområdet Drömling. Byen Rühen er på tre sider omgivet af engområder. Mod nordøst ligger det beskyttede naturområde Giebelmoor med det kommunefri område Giebel. Mittellandkanalen går gennem den østlige del af kommunen. En del af kommunegrænsen danner samtidig grænse mellem delstaterne Niedersachsen og Sachsen-Anhalt.

### Nabokommuner
Nabokommuner og -byer til Rühen er (med uret fra vest):
- Wolfsburg
- Tiddische
- Parsau
- Giebel
- Oebisfelde-Weferlingen
- Grafhorst
- Danndorf